# Косівський район (1940—2020)
Косівський райо́н — колишня адміністративно-територіальна одиниця у південно-східній частині Івано-Франківської області. Утворений 17 січня 1940 року. Районний центр — місто Косів. Населення становло на 1 серпня 2013 88 465 осіб, що складало 6,5 % від кількості жителів області.

## Географія

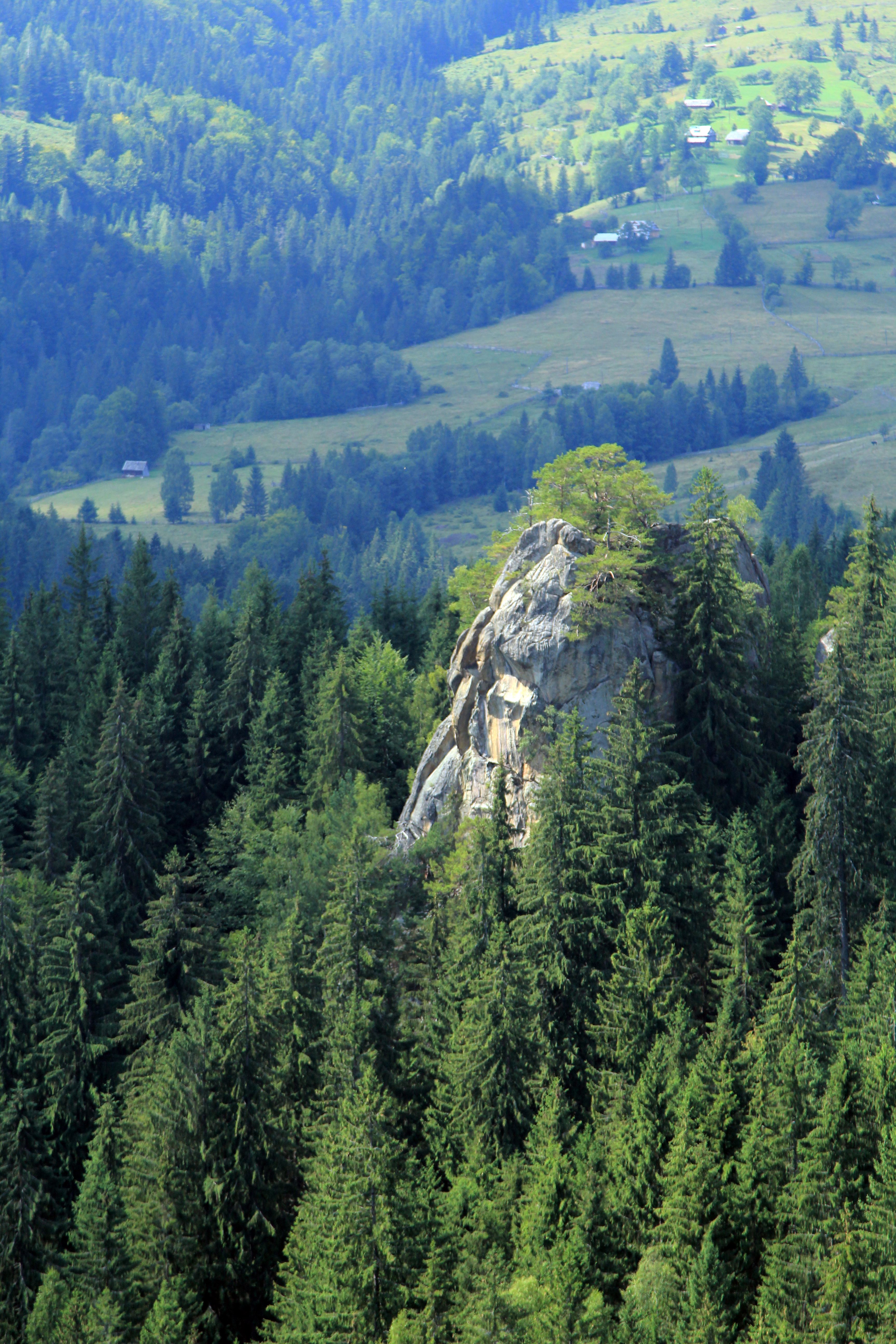
Терношори

Район розташований у передгір'ї та низькогір'ї Покутсько-Буковинських Карпат. Площа району — 903 км².
Клімат помірно континентальний, середня тривалість без морозного періоду — 160—170 днів, середня кількість опадів — 760—1110 мм. Гірські вершини в рівнинній частині сягають 300—450 м над рівнем моря, а в гірській — від 700 до 1000 м. Впоперек хребтів течуть найдовші річки району: Черемош — 80 км, Пістинька — 56 км, Рибниця — 54 км, Лючка — 24 км.

### Природно-заповідний фонд

#### Національні природні парки
Гуцульщина (загальнодержавного значення).

#### Регіональні ландшафтні парки
Гуцульщина.

#### Гідрологічні заказники
Ріка Пістинька з прибережною смугою, Ріка Рибниця з прибережною смугою.

#### Ландшафтні заказники
Ґрегіт, Кам'янистий хребет.

#### Лісові заказники
Каменець, Терношори.

#### Ботанічні пам'ятки природи
Горіх чорний, Еталон букового насадження, Камінець, Кляуза, Модрини, Пізньоцвіт, Тюльпанове дерево, Цуханівське.

#### Геологічні пам'ятки природи
Косівська гора, Пістинські сланці.

#### Гідрологічні пам'ятки природи
Пістинська соляна криниця, Сірководневе джерело, Уторопські соленосні джерела.

#### Водоспади
- Косівський Гук
- Лужківський водоспад
- Лючі
- Рушірський водоспад
- Сикавка
- Сикавка верхня
- Таємничі водоспади

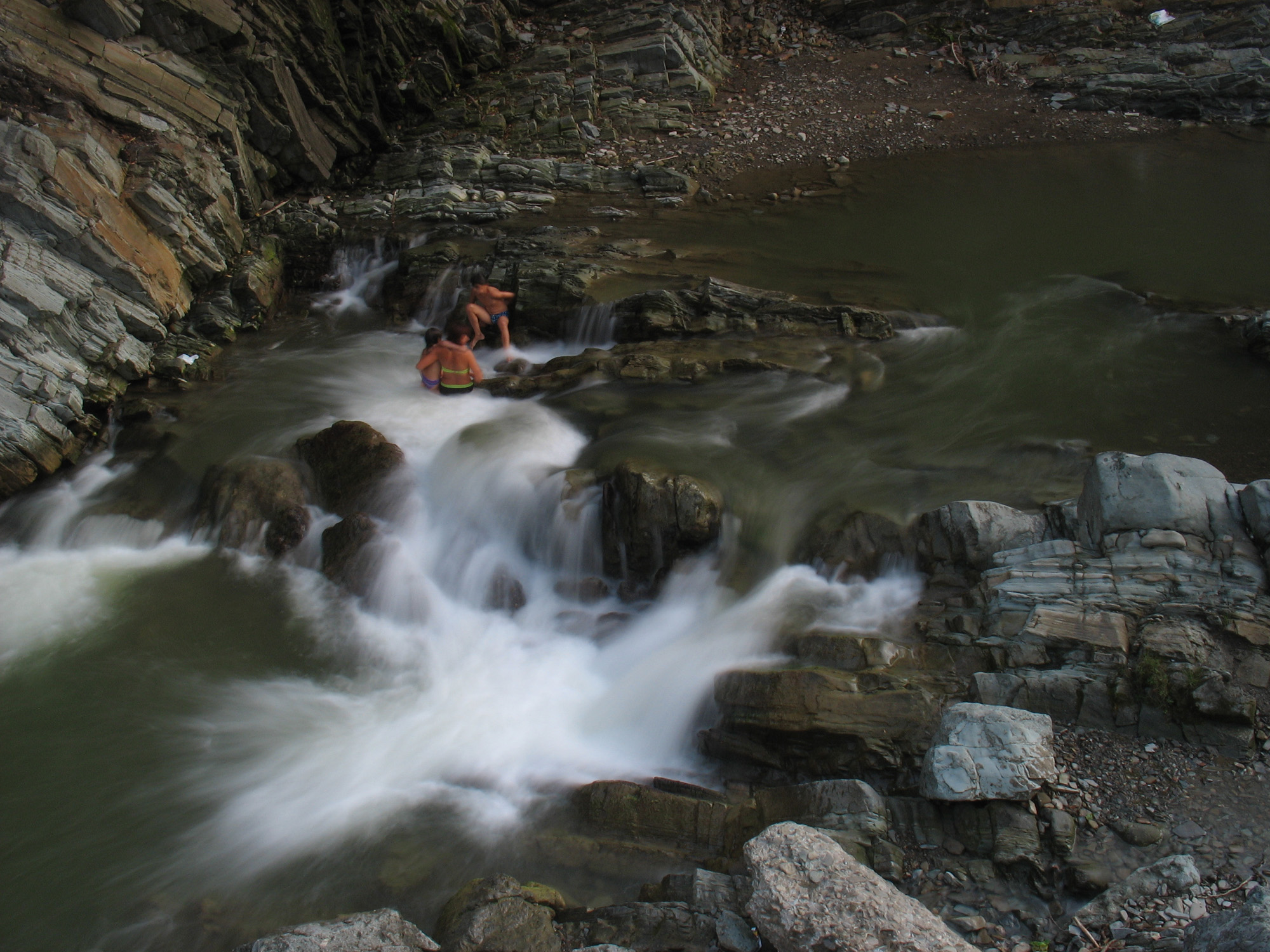
Косівський Гук

- Сріблясті водоспади: Великий Гук, Малий Гук
- Шепітський Гук
- Шепітський Гук Малий
- Шепітсько-Брустурський Гук
- Терношорський Гук
- Сокільські водоспади (Яворівська Ніагара)
- Яворівський Гук
- Бабині водоспади
- Великорожинський Гук
- Манівлоги
- Іваниха
- Довбуш і Дзвінка

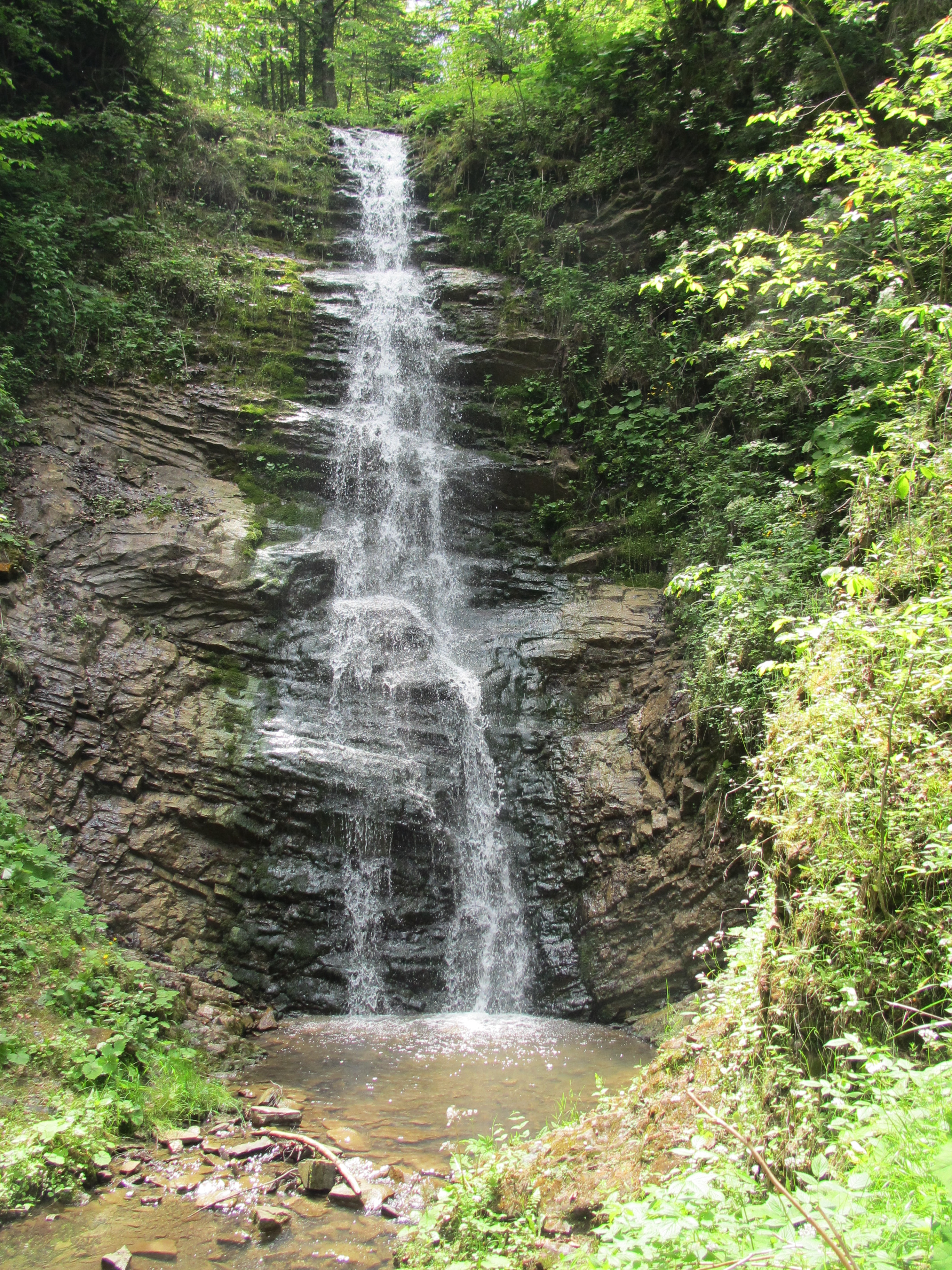
Лужківський водоспад
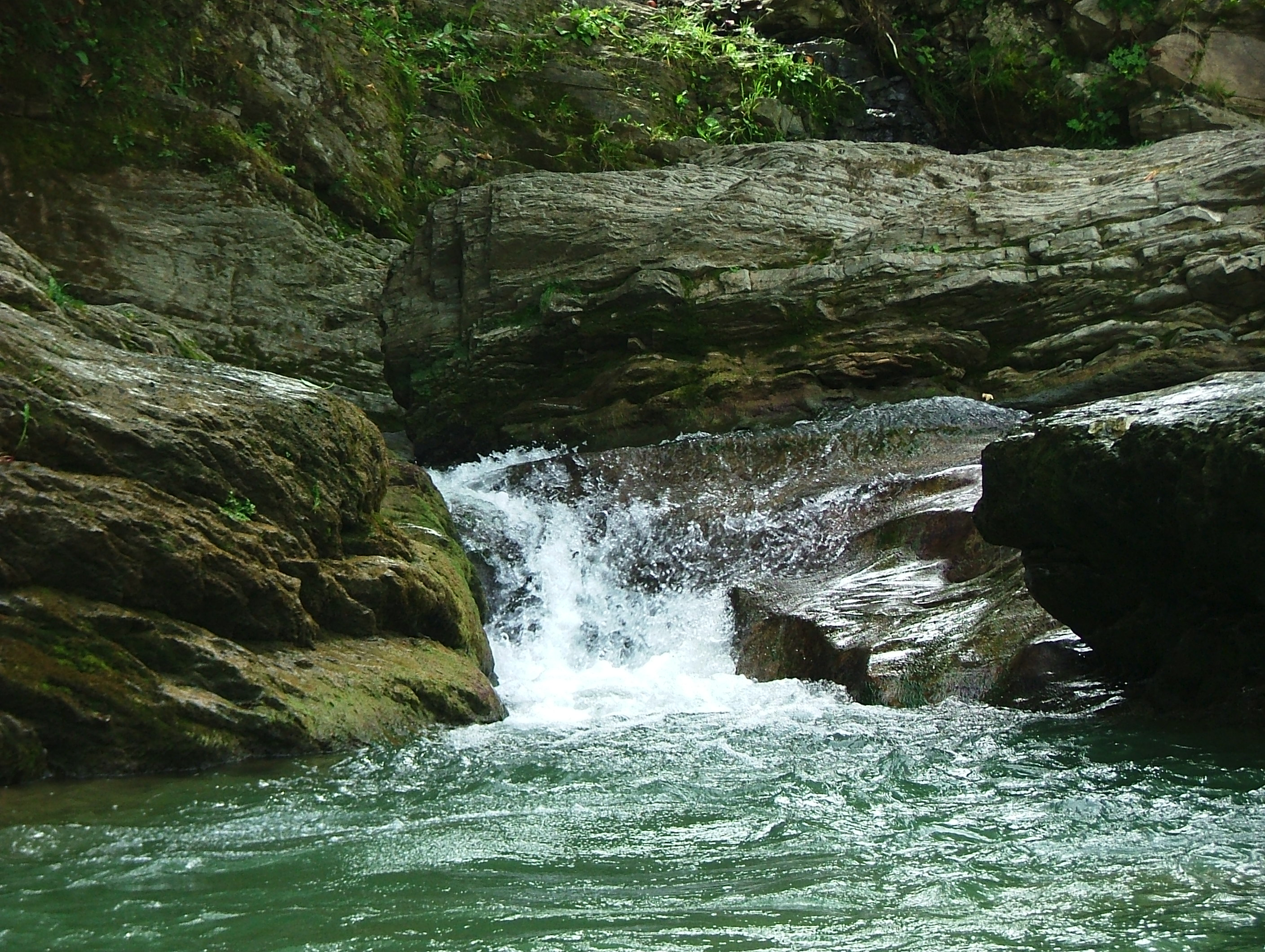
Малий Гук
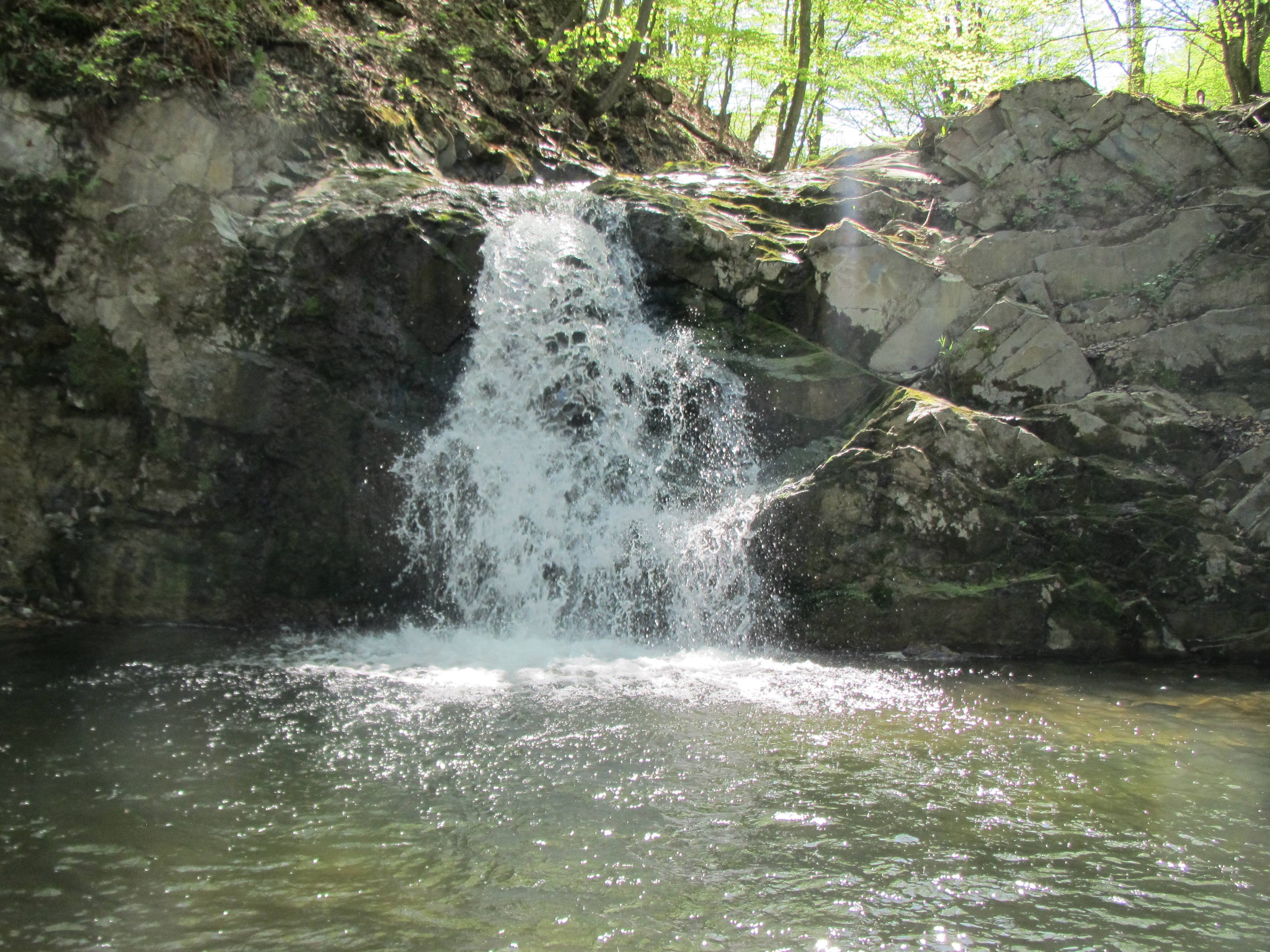
Рушірський водоспад
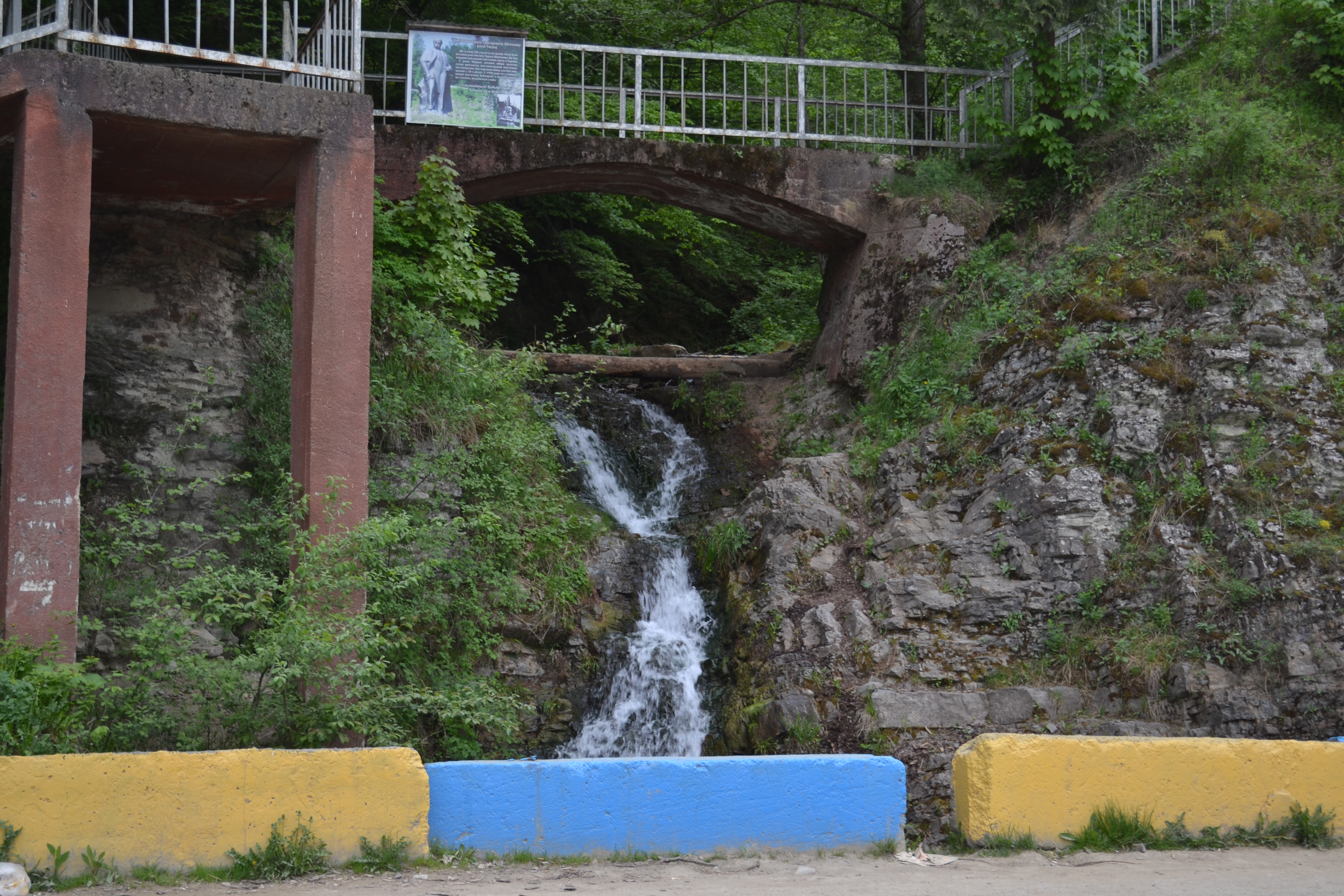
Сикавка
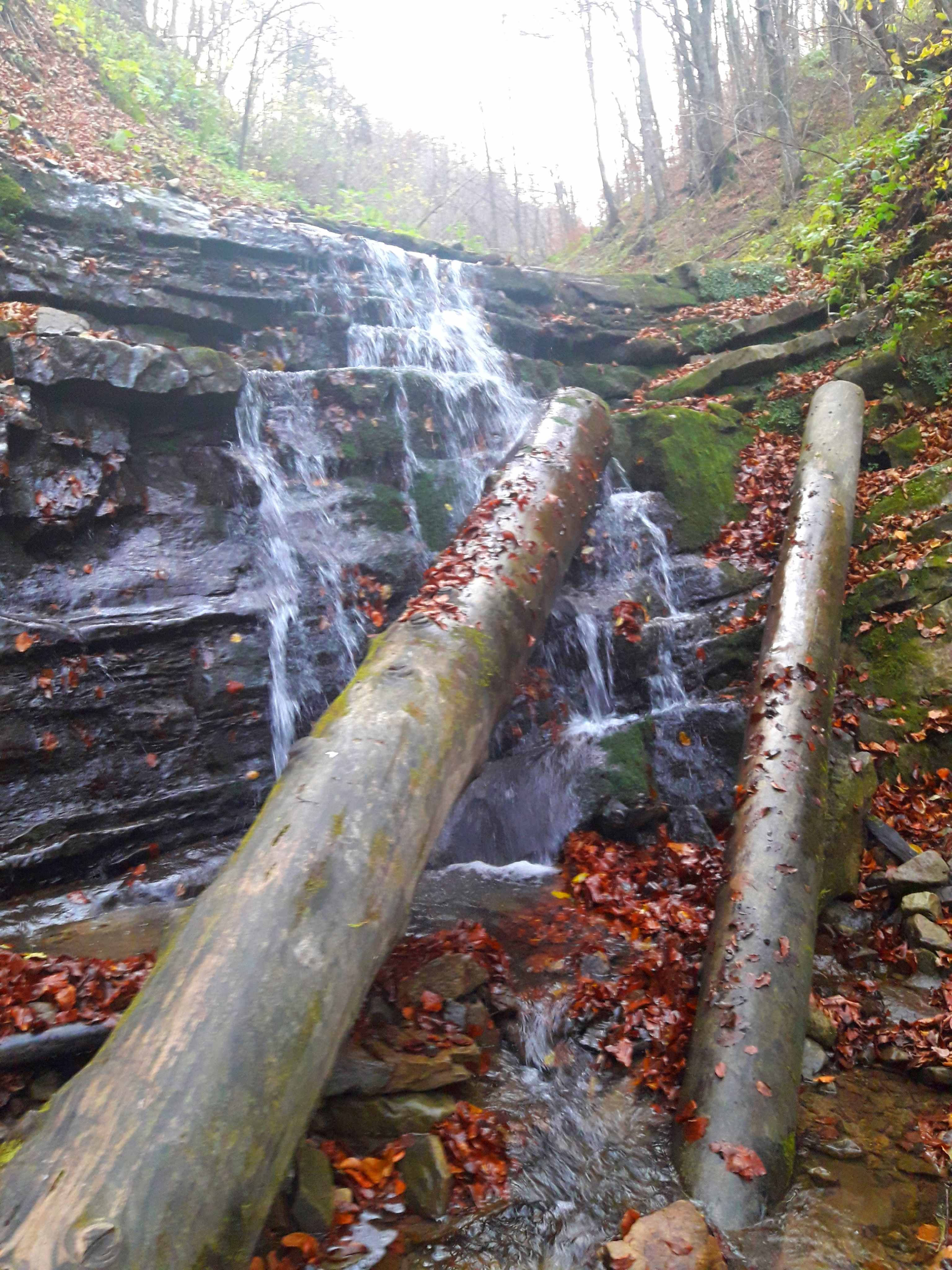
Сикавка верхня
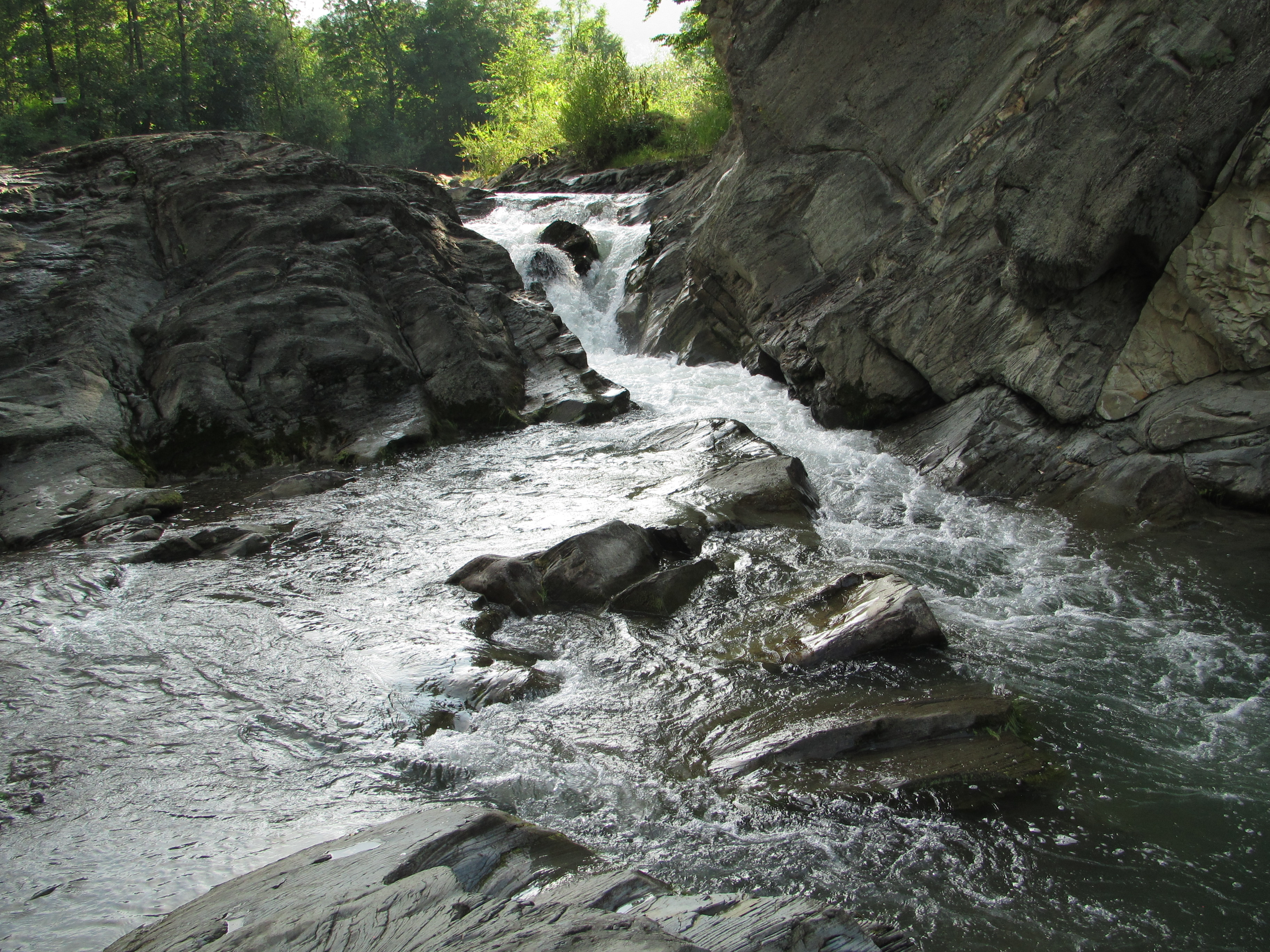
Великий Гук
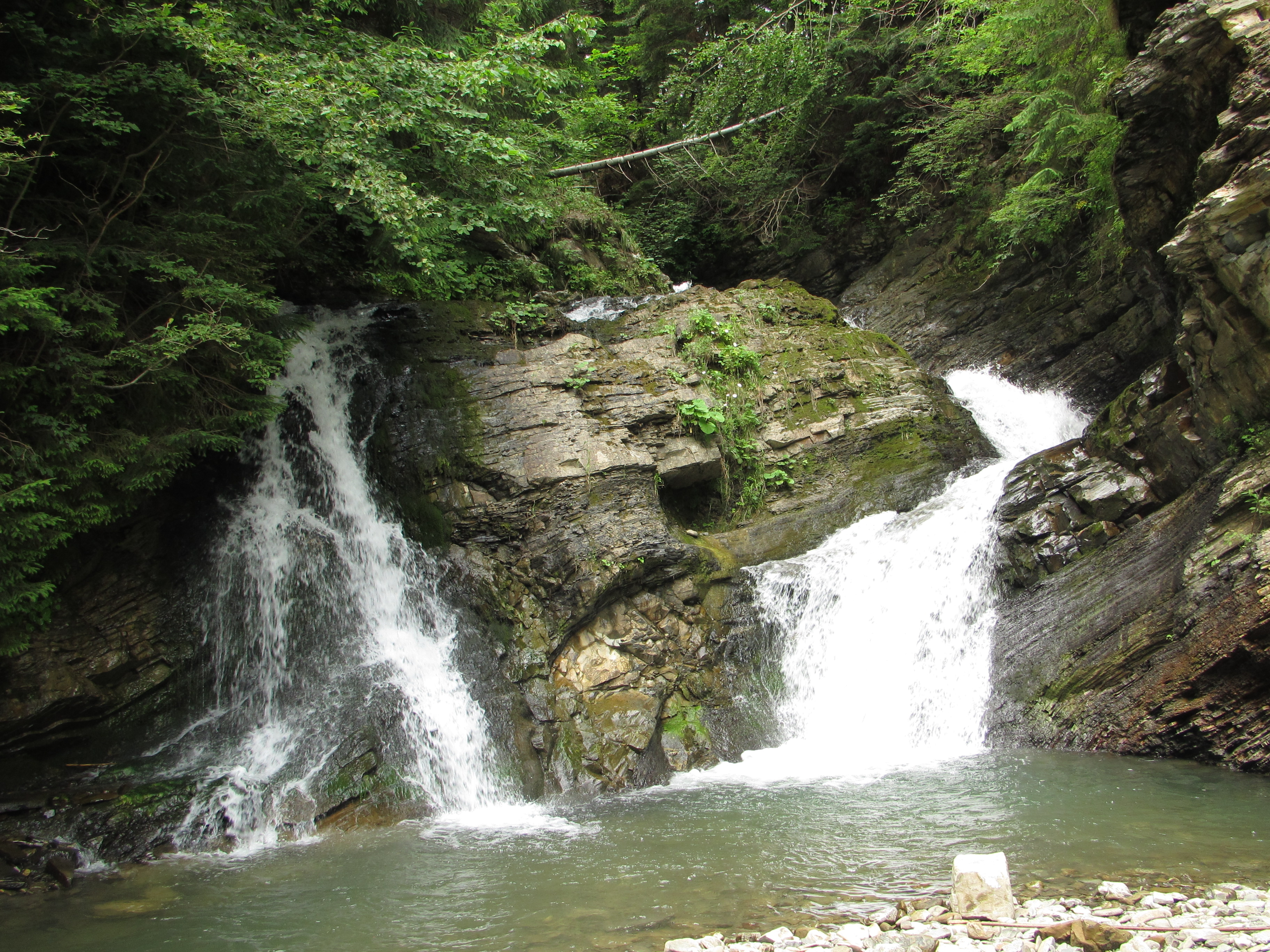
Шепітський Гук
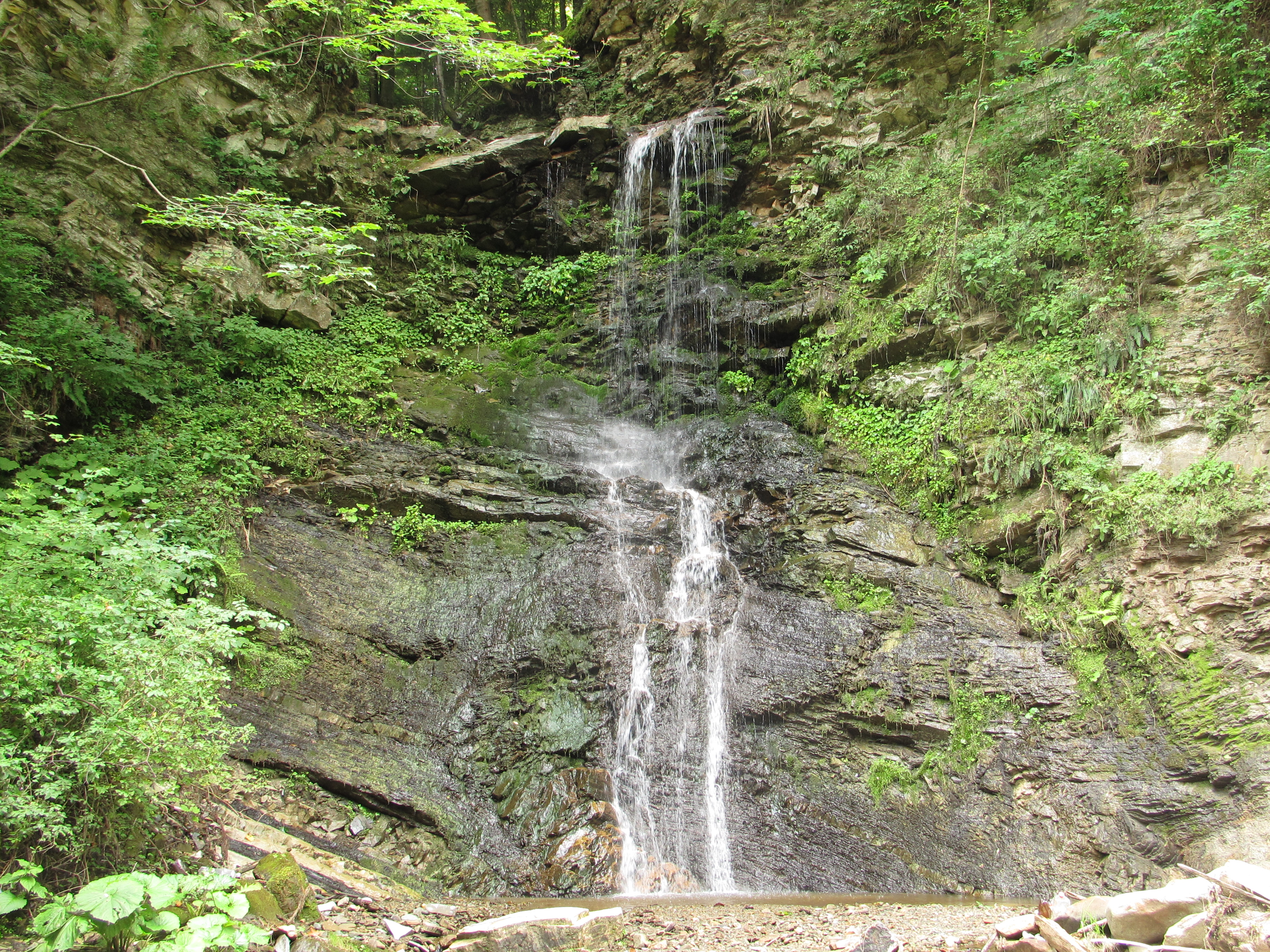
Шепітсько-Брустурський Гук
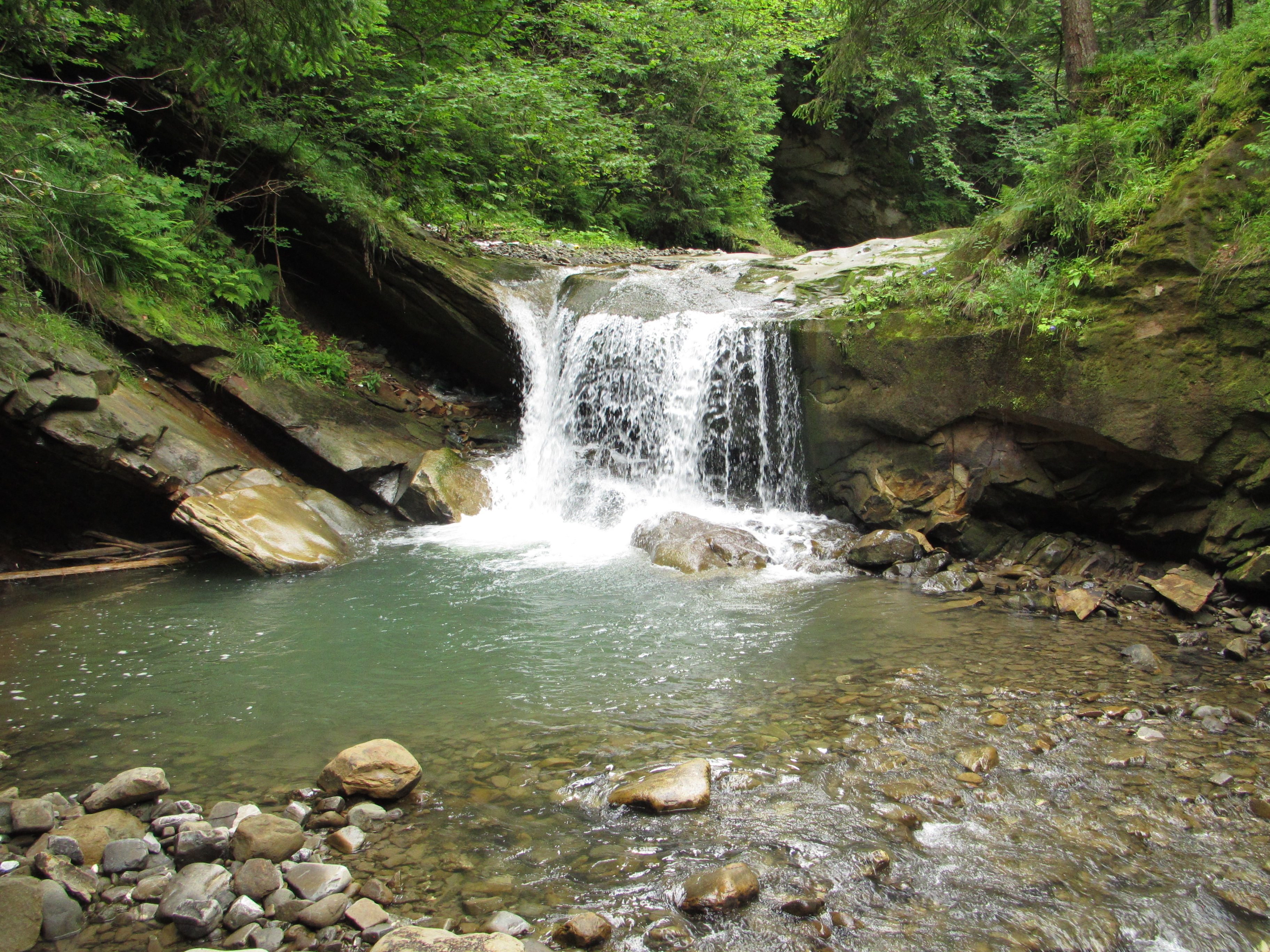
Шепітський Гук малий
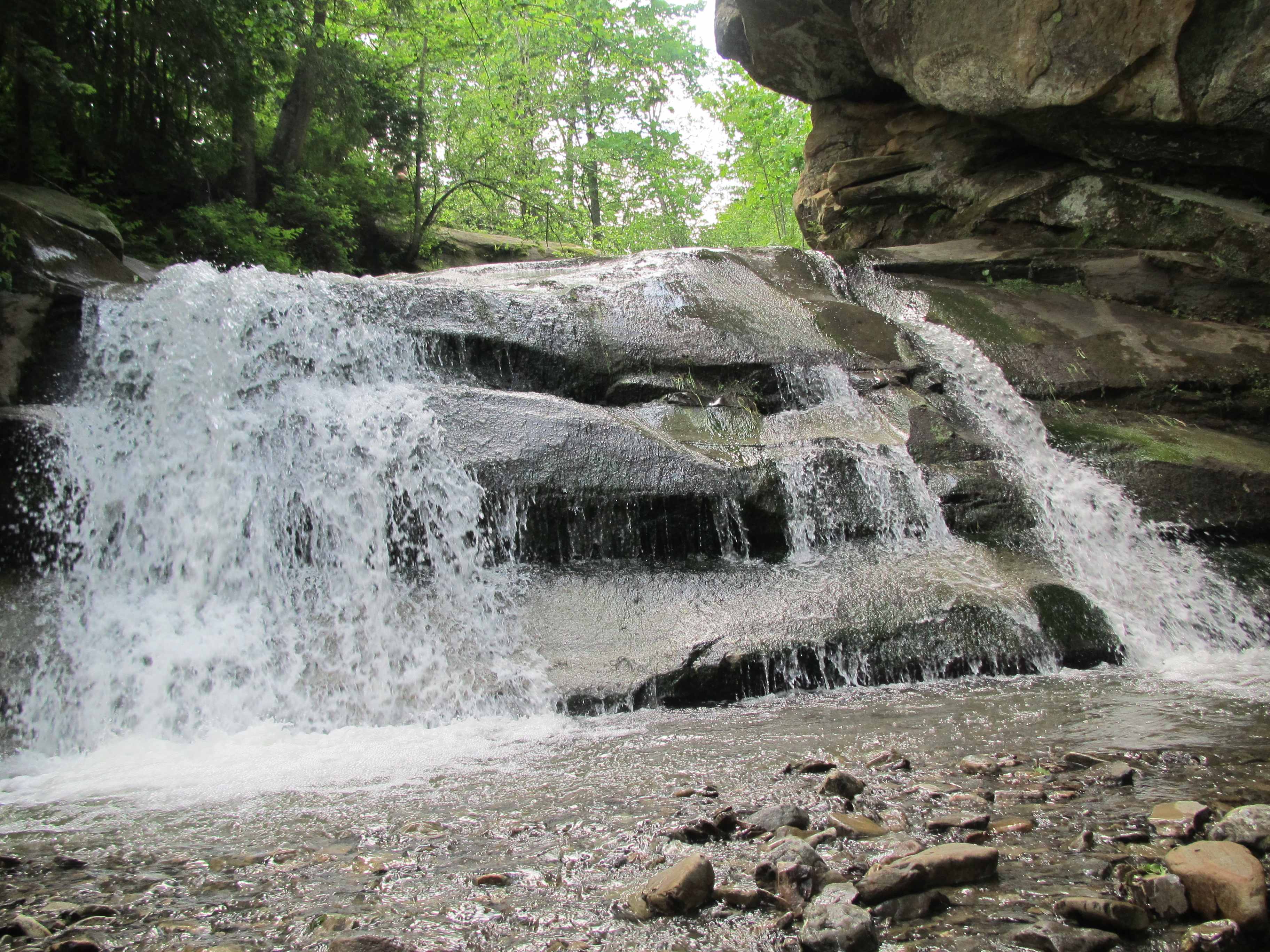
Терношорський Гук
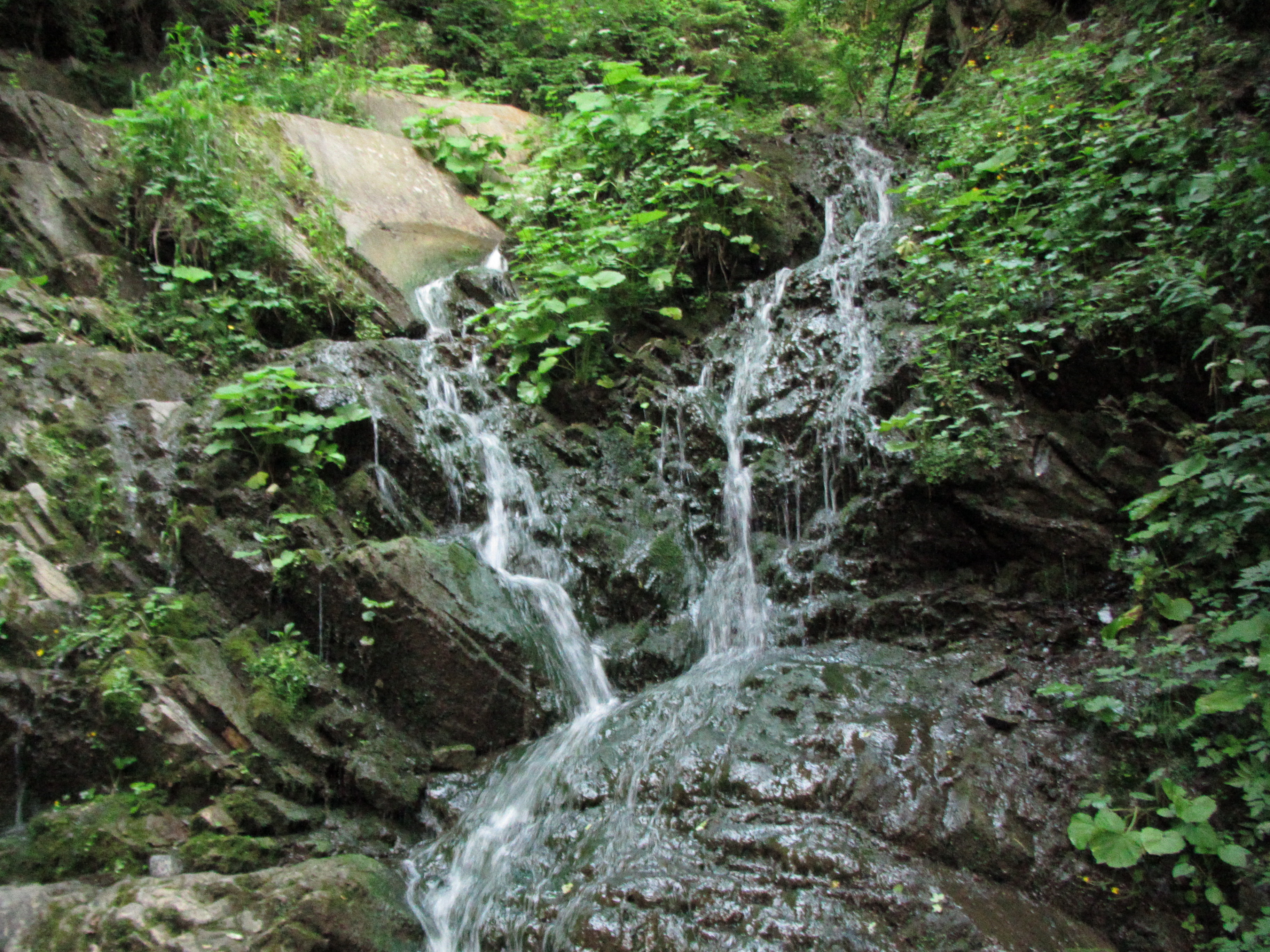
Сокільські водоспади
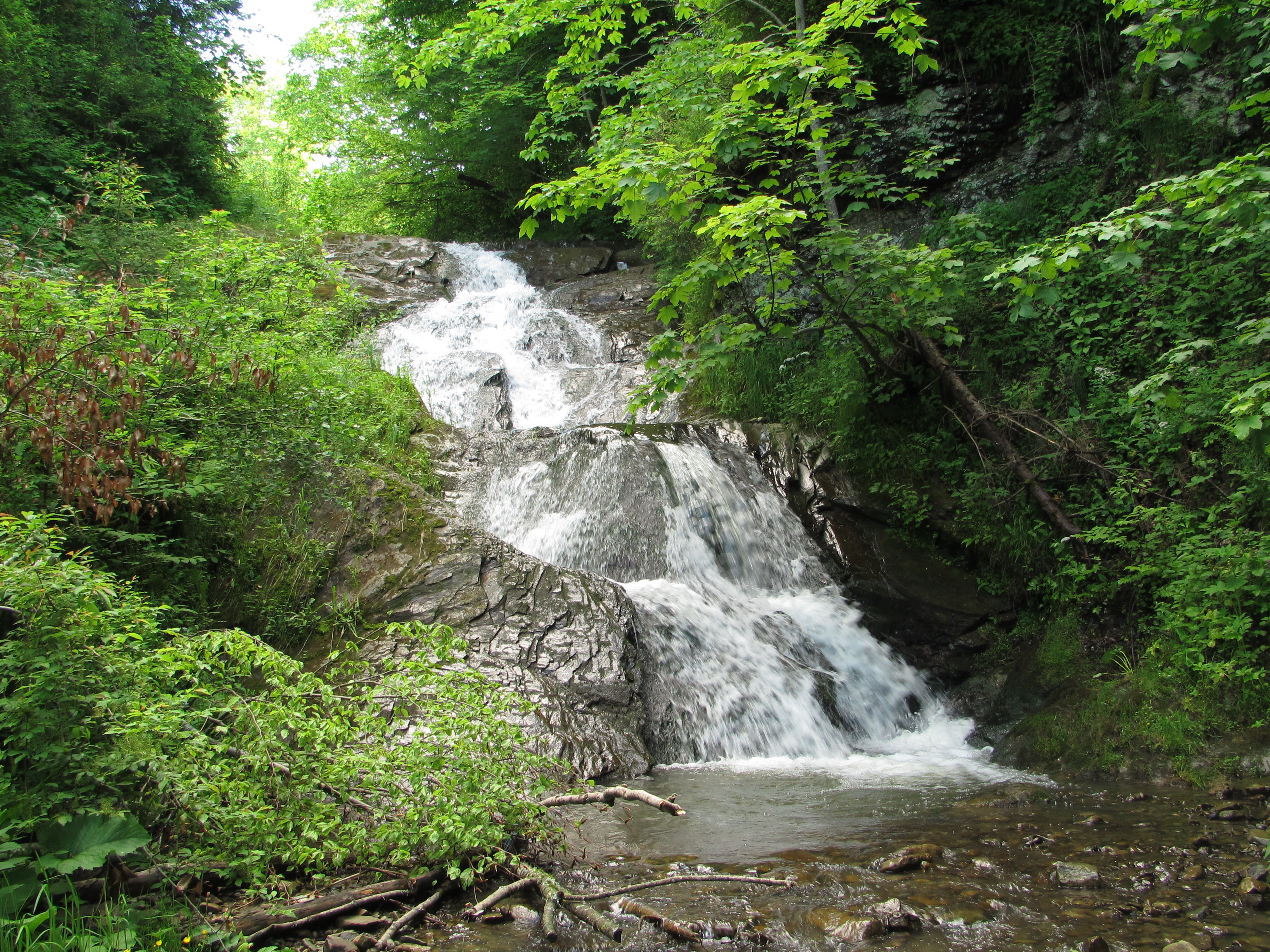
Яворівський Гук
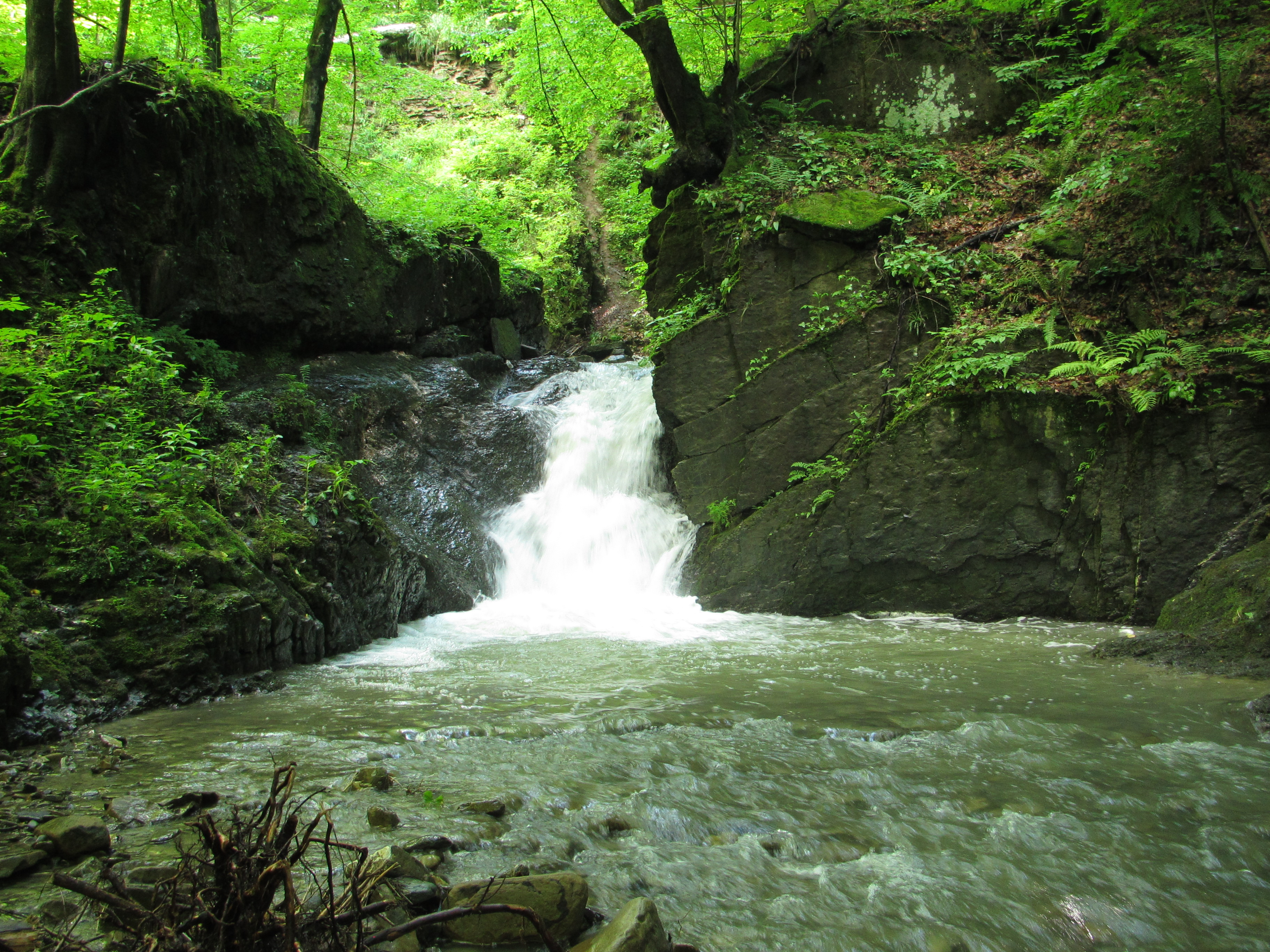
Бабині водоспади
Один з Таємничих водоспадів

#### Заповідні урочища
Гаївка, Ділок, Камінець, Лебедин, Ротул, Уторопи, Хоминське.

#### Дендрологічні парки
Дендропарк «Дендрарій», Дендропарк ім. А. Тарнавського.

## Історія
Археологічні знахідки, зокрема кам'яні сокири та бронзові вироби, свідчать про те, що територія сучасного міста була заселена за часів неоліту й міді.
Перші письмові відомості про Косів знаходимо в грамоті литовського князя Свидригайла від 1424 року. Спочатку це місце мало назву Риків, потім — Косів.
До стародавніх поселень належать села Кобаки (у письмових джерелах село згадується на початку XV ст. під назвою Здвижен), Кути (1448), Вижній Березів (1412), Смодна(1310).
Селяни Косівщини брали активну участь в опришківському русі XVII—XVIII ст. У селі Космач діяв загін Олекси Довбуша. Славний ватажок трагічно тут і загинув у 1745.
Околиці Косова багаті буковими та сосновими лісами і пасовищами — полонинами. Землеробство, скотарство, полювання поєднувалося з домашніми промислами, які пізніше зросли до рівня ремесла.
У 1920—1930-х Косів стає центром Гуцульського прикладного мистецтва. У творах косівських різьбярів дістали подальший розвиток художні традиції майстрів Яворова, Річки, Брусторова. Твори косівського різьбяра і мосяжника В. Девдюка експонувались на виставках у Львові, Кракові, Відні, де відзначались нагородами. З майстерні Девдюка вийшло немало талановитих майстрів, серед них: В. Кабин, П. Баранюк, М. Тимків, син Девдюка Микола.
Масовою професією тут стало ткацтво, зокрема ліжникарство і килимарство. Ліжники яворівських майстрів експонувалися на Всесвітній виставці у Монреалі в 1967 році.
6 червня 1957 року до Косівського району приєднано Кутський район, а 30 грудня 1962 року — частина сільрад Верховинського, Коломийського і Яблунівського районів. Сучасні межі району затверджені 4 січня 1965 року.
Івано-Франківська обласна Рада рішенням від 21 лютого 1995 року передала Спаську сільраду з Косівського району до складу Коломийського району.

## Адміністративний устрій
Адміністративно-територіально район поділяється на 1 міську раду, 2 селищні раді та 37 сільських рад, які об'єднують 45 населених пунктів і підпорядковані Косівській районній раді. Адміністративний центр — місто Косів.

## Населення
Розподіл населення за віком та статтю (2001):
| Стать | Всього | До 15 років | 15-24 | 25-44  | 45-64  | 65-85 | Понад 85 |
| --- | ------ | ----------- | ----- | ------ | ------ | ----- | -------- |
| Чоловіки | 42 075 | 9161        | 6607  | 13 187 | 8351   | 4544  | 225      |
| Жінки | 48 082 | 9147        | 6397  | 12 925 | 10 526 | 8446  | 641      |
| \| Статево-вікова піраміда \| Статево-вікова піраміда \| Статево-вікова піраміда \| \| ----------------------- \| ----------------------- \| ----------------------- \| \| Чоловіки \| Вік \| Жінки \| \| 225 \| 85 + \| 641 \| \| 307 \| 80-84 \| 880 \| \| 826 \| 75-79 \| 1851 \| \| 1447 \| 70-74 \| 2498 \| \| 1964 \| 65-69 \| 3217 \| \| 1867 \| 60-64 \| 2948 \| \| 1579 \| 55-59 \| 2125 \| \| 2305 \| 50-54 \| 2664 \| \| 2600 \| 45-49 \| 2789 \| \| 3513 \| 40-44 \| 3613 \| \| 3218 \| 35-39 \| 3150 \| \| 3180 \| 30-34 \| 2999 \| \| 3276 \| 25-29 \| 3163 \| \| 3199 \| 20-24 \| 3144 \| \| 3408 \| 15-20 \| 3253 \| \| 3449 \| 10-14 \| 3499 \| \| 3122 \| 5-9 \| 3132 \| \| 2590 \| 0-4 \| 2516 \| |        |             |       |        |        |       |          |
| Статево-вікова піраміда |        |             |       |        |        |       |          |
| Чоловіки | Вік    | Жінки       |       |        |        |       |          |
| 225 | 85 +   | 641         |       |        |        |       |          |
| 307 | 80-84  | 880         |       |        |        |       |          |
| 826 | 75-79  | 1851        |       |        |        |       |          |
| 1447 | 70-74  | 2498        |       |        |        |       |          |
| 1964 | 65-69  | 3217        |       |        |        |       |          |
| 1867 | 60-64  | 2948        |       |        |        |       |          |
| 1579 | 55-59  | 2125        |       |        |        |       |          |
| 2305 | 50-54  | 2664        |       |        |        |       |          |
| 2600 | 45-49  | 2789        |       |        |        |       |          |
| 3513 | 40-44  | 3613        |       |        |        |       |          |
| 3218 | 35-39  | 3150        |       |        |        |       |          |
| 3180 | 30-34  | 2999        |       |        |        |       |          |
| 3276 | 25-29  | 3163        |       |        |        |       |          |
| 3199 | 20-24  | 3144        |       |        |        |       |          |
| 3408 | 15-20  | 3253        |       |        |        |       |          |
| 3449 | 10-14  | 3499        |       |        |        |       |          |
| 3122 | 5-9    | 3132        |       |        |        |       |          |
| 2590 | 0-4    | 2516        |       |        |        |       |          |

Національний склад населення за даними перепису 2001 року:
| Національність | Кількість осіб | Відсоток |
| -------------- | -------------- | -------- |
| українці       | 89488          | 99,25 %  |
| росіяни        | 411            | 0,46 %   |
| поляки         | 101            | 0,11 %   |
| білоруси       | 40             | 0,04 %   |
| молдовани      | 21             | 0,02 %   |
| інші           | 106            | 0,12 %   |

Мовний склад населення за даними перепису 2001 року:
| Мова       | Кількість осіб | Відсоток |
| ---------- | -------------- | -------- |
| українська | 89690          | 99,47 %  |
| російська  | 371            | 0,41 %   |
| білоруська | 29             | 0,03 %   |
| молдовська | 14             | 0,02 %   |
| польська   | 12             | 0,01 %   |
| інші       | 51             | 0,06 %   |

Населення району станом на 2015 рік становило 88 444 осіб, з них міського — 14 814, сільського — 73 630 осіб.

## Політика
25 травня 2014 року відбулися Президентські вибори України. У межах Косівського району була створена 61 виборча дільниця. Явка на виборах складала — 72,74 % (проголосували 48 828 із 67 123 виборців). Найбільшу кількість голосів отримав Петро Порошенко — 62,35 % (30 442 виборців); Юлія Тимошенко — 15,86 % (7 744 виборців), Олег Ляшко — 11,31 % (5 521 виборців), Анатолій Гриценко — 4,18 % (2 040 виборців). Решта кандидатів набрали меншу кількість голосів. Кількість недійсних або зіпсованих бюлетенів — 0,71 %.

## Пам'ятки
На обліку перебуває 45 пам'яток архітектури національного значення і 28 пам'яток архітектури місцевого значення.

## Особистості
Див. також Категорія:Персоналії:Косівський район
Народилися в Косівському районі:
- Дебринюк Юрій Михайлович (1960, село Яворів) — український вчений-лісівник.
- Святіший Патріарх Київський і всієї Руси-України Володимир (у миру Василь Омелянович Романюк (1925, Хімчин — 1995) — український православний релігійний діяч, богослов, Патріарх Київський і всієї Руси-України УПЦ-КП (1993—1995).

Тут народились, жили і працювали відомі за межами України люди, зокрема: українські письменники та громадські діячі М. Павлик, Г. Павлик, М. Черемшина (І. Семенюк), М. Колцуняк, М. Колцуняк, Д. Павличко, М. Влад, Р. Іваничук, М. Яновський, А. Красовський (Андрій Грім); різьбярі В. Гавриш, Ю. Шкрібляк, В. Шкрібляк, М. Шкрібляк, С. Корпанюк, І. Корпанюк, майстри кераміки П. Цвілик, І. Вербівська, М. Ращибюк.